# Каймакчалан
Каймакчалан (на македонска литературна норма: Кајмакчалан; на гръцки: Καϊμάκτσαλάν, Каймакцалан) е най-високият връх на планината Нидже (на гръцки: Βόρας, Ворас) с височина 2524 m.
Намира се на границата между Северна Македония и Гърция. В превод от турски език неговото име означава „Връх на върховете“ или „Господар на върховете“, тъй като продължава да властва над цялата безкрайна бездна от безименните възвишения, коти и връхчета, която започва от Старков гроб, Попадия и Мала Нидже на запад и стига до Сокол, Ветерник, Кравица и Добро поле на изток. През Първата световна война през Каймакчалан преминава позицията на българската армия, отбраняваща се от противниковите британски, френски, гръцки и сръбски войски. След войната на върха е построен сръбски параклис.
От края на август до октомври 1916 г. Каймакчалан и околните върхове се превръщат в арена на ожесточени сражения между полковете на две сръбски пехотни дивизии, Дунавската и Дринската, и частите на 11-ия пехотен Сливенски полк, подкрепени от отделни дружини от 33-тия пехотен Свищовски полк, 43-тия, 46-ия, 56-ия и 58-ия пехотни полкове.
В края на август и в началото на септември 1916 г. на Каймакчалан се качват малко над 6000 български войници и офицери. В началото на октомври 1916 г. от Каймакчалан слизат по-малко от 800 от тях. Всички останали са убити, осакатени, ранени или премръзнали. Повече от 8500 български и сръбски офицери и войници оставят костите си по скалистите зъбери и по заледените склонове на планината. Сръбските описания на битката разказват, че когато техните полкове стигнали на върха, намерили окопите и процепите между скалите, пълни с трупове, и ги нарекли „Дупките на ужасите“.
Върху картите от края на ХІХ и началото на ХХ век височината на първенеца на Нидже планина варира в обозначенията от 2525 до 2532 m. На съвременните карти височината на Каймакчалан е само 2521 m. Много години след края на войната сръбските картографи констатирали, че разликата във височината на върха е пряк резултат от продължителния обстрел на разнокалибрената сръбска и френска артилерия. В продължение на повече от месец върху „Господаря на върховете“ всеки ден се взривявали от 10 до 50 000 оръдейни гранати. Така по техните изчисления той изгубил между 4 и 11 m от височината си.

## Други
На Каймакчалан е наречена улица в квартал „Подуяне“ в София (Карта).
На 20 септември 2016 г., за първи път от 100 години насам, българска делегация, водена от началника на отбраната генерал Константин Попов, адмирал Пламен Манушев и Красимир Узунов, отдава военни почести и отслужва заупокойна молитва за душите на българските офицери и войници, загинали в боевете на върха през септември и октомври 1916 г.